# Renaissance Conakry FC
El Renaissance Conakry FC es un equipo de fútbol con sede de Conakri, Guinea. Desde 2022 jugará el Campeonato Nacional de Guinea luego de conseguir el título de la Segunda División de Guinea 2021-22.

## Historia
El fue fundado en el año de 1999 bajo el nombre de FC Feindou jugando en las Ligas Regionales de Guinea hasta la temporada 2012-13 logrando el ascenso a la Segunda División de Guinea. Desde 2013-14 ha estado participando en el segundo nivel.
En la temporada 2015-16 cambió de nombre por el actual y en esa misma temporada se coronó campeón de la Segunda División por primera vez en su historia, al mismo tiempo logrando el ascenso al Campeonato Nacional de Guinea. Desde 2016-17 participó en el máximo nivel terminando 6° de la clasificación.
Hasta la temporada 2018-19 terminó en la 13.ª posición descendiendo a la Segunda División de Guinea.
El 6 de junio de 2022 consiguió su segundo título de la Segunda División 2021-22, obteniendo su regreso al Campeonato Nacional de Guinea.

## Palmarés
- Segunda División de Guinea: 2

2016, 2022
- Ligas Regionales de Guinea: 1

2013